# Trinomys myosuros
Trinomys myosuros är en däggdjursart som först beskrevs av Lichtenstein 1820.  Trinomys myosuros ingår i släktet Trinomys och familjen lansråttor. Inga underarter finns listade i Catalogue of Life.
Arten godkänns inte av IUCN. Den listas där som synonym till Trinomys setosus.
Holotypen hittades i delstaten Bahia i östra Brasilien.